# 한국폴리텍III대학 원주캠퍼스
한국폴리텍III대학 원주캠퍼스(韓國폴리텍三大學 原州캠퍼스, Wonju Campus of Korea Polytechnic)는 강원특별자치도 원주시에 위치한 대한민국의 사립 기능대학이다.

## 연혁
한국폴리텍대학 원주캠퍼스는 1978년 4월 6일 설립된 원주직업훈련원을 모태로 한다. 1994년 7월 1일 전문학교로 개편되며 원주직업전문학교로 교명을 변경하였고, 2006년 3월 1일, 학교법인 한국폴리텍이 출범함에 따라 한국폴리텍대학에 편입되어 한국폴리텍III대학 원주캠퍼스로 개편되었다.

## 교육편제
다음은 한국폴리텍대학 원주캠퍼스의 학위 과정은 전문학사 인정 과정으로, 의료공학과와 컴퓨터응용기계과 등 2개 학과만이 설치되어 있다. 이 외에 비학위 기능사 과정으로 5개 학과에 대한 교육 과정을 제공하고 있다.

## 같이 보기
- 한국폴리텍III대학
- 한국폴리텍대학 춘천캠퍼스
- 한국폴리텍대학 강릉캠퍼스